# Hemigaster insularis
Hemigaster insularis là một loài tò vò trong họ Ichneumonidae.